# Överst-Juktan
L'Överst-Juktan est un lac situé dans la commune de Sorsele, dans le comté de Västerbotten en Laponie suédoise. Il constitue la source de la rivière Juktån. Il est non-régulé et protégé au sein de la vaste réserve naturelle de Vindelfjällen.

Carte de la réserve de Vindelfjällen avec le lac Överst-Juktan au sud